# Bantoetalen

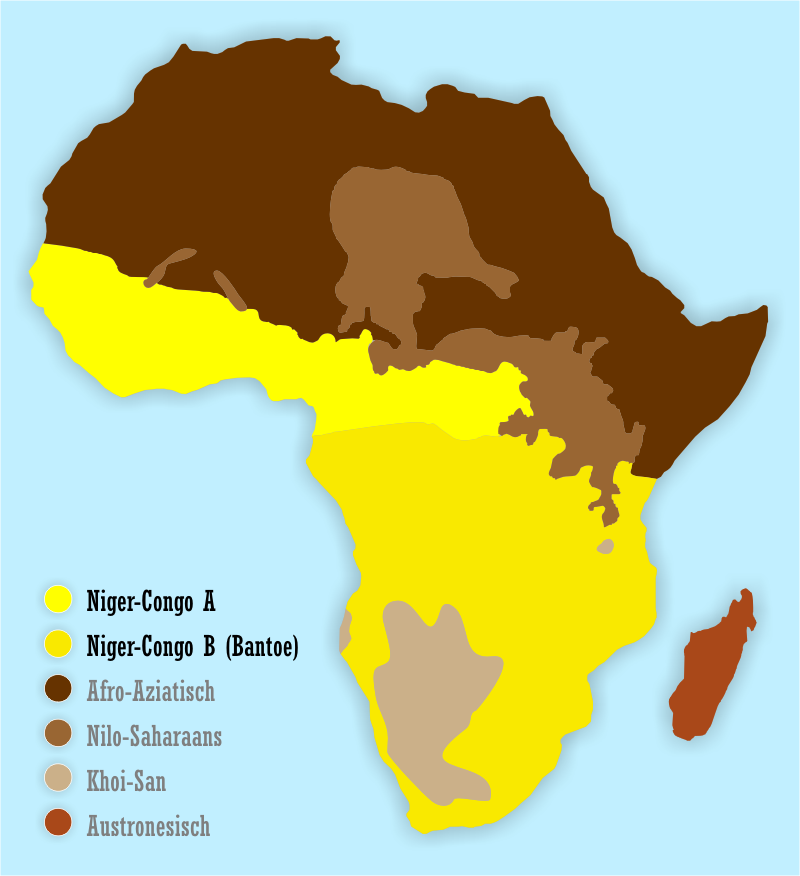
De verspreiding van Bantoetalen (donkergeel) ten opzichte van andere Niger-Congo talen (lichtgeel).

De Bantoetalen vormen een taalfamilie die zelf een deel is van de Niger-Congotaalgroep.

## Naam
De naam Bantoe is door Wilhelm Bleek aan de taalfamilie gegeven en is gevormd het meervoudsprefix ba- en de wortel -ntu van *-ntʊ̀, wat Proto-Bantoe is voor 'persoon'. Bantoe betekent dus 'mensen'.
Het woord Bantoe is geruime tijd door het apartheidsbewind in Zuid-Afrika gebruikt als instrument voor zijn rassenpolitiek, en daardoor aldaar in kwade reuk komen te staan. Omdat daarnaast het prefix voor een taal of een cultuur in veel Zuid-Afrikaanse Bantoetalen isi-, se- of si- en niet ba-. is, is daar een beweging om de verwijzing naar de taal te vervangen door 'Sintoe', 'Sintoetalen', enz. om zo de naam los te maken van het beladen etnoniem Bantoe. Elders in Afrika is de term niet of veel minder beladen en bovendien hebben veel talen een ander prefix voor talen; Swahili en Kikongo/Kongo hebben ki-, Lingala heeft li-, afkomstig van Proto-Bantoe *ki-.

## Geografisch
Bantoetalen worden gesproken in Zuid-Kameroen, in het zuidoosten van Nigeria, in Gabon, Congo-Brazzaville, Congo-Kinshasa, Oeganda, Kenia, Tanzania, Burundi, Rwanda, Angola, Zambia, Malawi, Mozambique, Zimbabwe, Namibië, Botswana en Zuid-Afrika. Door deze brede verspreiding is de Bantoefamilie de meest verspreide taalfamilie in Afrika, met ongeveer 310 miljoen sprekers.

## Taalkundige kenmerken

### Fonologie
Veruit de meeste, maar zeker niet alle Bantoetalen zijn toontalen. Het Swahili is een voorbeeld van een Bantoetaal zonder tonen. In het noordwesten van het gebied van de Bantoetalen zijn veel toontalen in strikte zin, met distinctieve tonen. Ook komen in dit gebied vaak zwevende tonen voor. In het oosten en zuidoosten zijn er relatief veel toonaccenttalen en wordt toon vaak bepaald door grammaticaregels. Ook de talen zonder tonaliteit worden in het oostelijke gebied gesproken. De meeste Bantoetalen kennen ten minste een hoge en een lage toon, waarbij de lage toon vaak geanalyseerd wordt als ongemarkeerd of neutraal.
De meeste Bantoetalen hebben vijf of zeven klinkers, vaak respectievelijk genoteerd als /i e a o u/ of /i e ɛ a ɔ o u/, die in een klinkervierhoek een min of meer symmetrische V vormen. Stelsels met acht en negen klinkers komen ook voor. /a/ en klinkers die verder naar voren staan zijn ongerond, de achterste klinkers zijn gerond. Talen met een even aantal klinkers bevatten meestal een sjwa. Verschillende talen kennen klinkerharmonie die afhangt van de positie van de tongbasis. In een aantal talen komen contrasterende lange klinkers voor. Sommige Bantoetalen, vooral in het westen, hebben ook nasale klinkers.
Geprenasaleerde medeklinkers komen veelvuldig voor onder de Bantoetalen.
In zowel het zuidoosten als het zuidwesten van het taalgebied van de Bantoetalen zijn er talen met klikklanken. Voor beide groepen geldt dat ze onafhankelijk van elkaar ontleend zijn aan Khoisantalen. Vooral het Xhosa en Zoeloe hebben veel klikken.

### Morfologie
In veel westerse talen veranderen vooral de uitgangen van woorden (paard, paarden; drink, drinkt). In de Bantoetalen veranderen meestal de prefixen, die afhangen van de woordklasse. Voorbeelden: 
- iemand uit het gebied Boeganda heet in het Luganda een Muganda. Het meervoud van een Muganda is Baganda. Het prefix van het woord verandert dus: mu- wordt ba-.
- iemand uit KwaZulu is een umZulu die isiZulu spreekt. Hij behoort tot het amaZulu-volk.

Het woord Bantoe bestaat zelf ook uit het meervoudsprefix ba- en de wortel -ntu van *-ntʊ̀ dat 'persoon' betekent in het Proto-Bantoe.
De woordklasse heeft in veel Bantoetalen ook betrekking op werkwoordvervoeging, bijvoeglijke naamwoorden en aanwijzende voornaamwoorden.

## Talen
De Bantoetaal met de meeste sprekers is het Swahili.
Andere belangrijke Bantoetalen zijn:
- in Centraal- en Zuidoost-Afrika
  - Lingala
  - Luganda
  - Gĩkũyũ
  - Bukusu
  - Lusoga
  - Kinyarwanda
  - Kirundi
  - Kikongo
  - Tshiluba
  - Chichewa
- in Zuidelijk Afrika
  - Shona
  - Noord-Ndebele (Sindebele)
  - Zuid-Ndebele (Nrebele)
  - Tswana (Setswana)
  - Sesotho
  - Zoeloe (isiZulu)
  - Xhosa
  - Sepedi
  - Swazi
  - Lozi
  - Oshiwambo
- in West-Afrika
  - Abanyom
  - Ibibio
  - Duma